# Шо ла Лотјер
Шо ла Лотјер (фр. Chaux-la-Lotière) насеље је и општина у источној Француској у региону Франш-Конте, у департману Горња Саона која припада префектури Везул.
По подацима из 2011. године у општини је живело 382 становника, а густина насељености је износила 43,02 становника/km². Општина се простире на површини од 8,88 km². Налази се на средњој надморској висини од 250 метара (максималној 338 m, а минималној 220 m).

## Демографија
| 1962. | 1968. | 1975. | 1982. | 1990. | 1999. | 2011. |
| ----- | ----- | ----- | ----- | ----- | ----- | ----- |
| 95    | 111   | 118   | 183   | 260   | 292   | 382   |

График промене броја становника у току последњих година